# Cyanastrum
Cyanastrum é um género botânico pertencente à família Tecophilaeaceae.

## notas
1. ↑  «Cyanastrum — World Flora Online». www.worldfloraonline.org. Consultado em 19 de agosto de 2020